# Stardust (filme de 2007)
Stardust (Brasil: Stardust - O Mistério da Estrela / Portugal: Stardust - O Mistério da Estrela Cadente) é um filme britânico-americano, de 2007, dirigido por Matthew Vaughn. O filme é baseado no romance de Neil Gaiman (autor de Sandman) de mesmo nome, ilustrada por Charles Vess e originalmente publicada por DC Comics. O filme conta com um elenco que inclui Claire Danes, Robert De Niro, Michelle Pfeiffer, Charlie Cox, Sienna Miller, Rupert Everett, Nathaniel Parker, Peter O'Toole, David Kelly, e Mark Heap. A narração ficou a cargo de Sir Ian McKellen.
Trata-se da saga de um jovem rapaz que, ao prometer trazer para sua amada uma estrela cadente, envolve-se em muitas aventuras, já que para cumprir o que disse, precisa atravessar um reino mágico com bruxas, muitos feitiços e personagens fantásticas.

## Sinopse
Conta a história de um balconista Tristan que não tinha nenhuma ambição na vida a não ser conquistar o coração da bela Victória, que nada sente por ele. Em uma noite, uma estrela cadente surge nos céus e ele promete ir buscá-la para dar de presente à amada, como prova do que sente. Porém, para isso, ele terá que atravessar uma grande muralha protegida por um incansável sentinela. Do outro lado do muro, Tristan irá conhecer um mundo novo e encantado, que ele nunca imaginou, Stormhold.
Ele com o poder da vela da Babilônia logo encontra a estrela e percebe que na realidade ela é uma mulher chamada Yvaine. Ao saber da presença dela, a cruel bruxa Lamia passa a caça-la atrás do coração de uma estrela que dá imortalidade a quem possuir. Tristan e Yvaine também tem que fugir dos príncipes de  Stormhold que precisam encontrar o colar que Yvaine usa, um rubi que o último rei arremessou para o céu e fez com que a estrela caísse.

## Elenco
- Charlie Cox como Tristan Thorne
- Claire Danes como Yvaine
- Michelle Pfeiffer como Lamia
- Robert De Niro como Capitão Shakespeare
- Mark Strong como Septimus
- Nathaniel Parker como Dunstan Thorne
- Kate Magowan como Una
- Sienna Miller como Victoria Foresster
- Peter O'Toole como King of Stormhold
- Jason Flemyng como Primus
- Joanna Scanlan como Mormo
- Sarah Alexander como Empusa
- Rupert Everett como Secundus
- Ricky Gervais como Ferdy the Fence
- Mark Heap como Tertius
- Adam Buxton como Quintus
- Julian Rhind-Tutt como Quartus
- David Walliams como Sextus
- Melanie Hill como Ditchwater Sal
- Ben Barnes como Young Dunstan Thorne
- David Kelly como Guarda
- Mark Williams como Billy
- Dexter Fletcher como Skinny Pirate
- Henry Cavill como Humphrey
- Ian McKellen como Narrador

## Produção

### Selecção
O romance gráfico de 1998 Stardust por Neil Gaiman foi primeiramente selecionado para ser adaptado para filme pela Miramax em 1998-9. De acordo com Gaiman, o filme "passou por um período de desenvolvimento insatisfatório", e ele recuperou os direitos do filme quando expiraram.
Mais tarde negociações sobre uma versão cinematográfica de Stardust foram iniciadas entre Gaiman, o realizador Terry Gilliam e Matthew Vaughn. Quando Gilliam suspendeu o projecto devido ao seu envolvimento com The Brothers Grimm, Vaughn também teve de fazer uma pausa para realizar Layer Cake. Gaiman e Vaughn voltam a falar sobre o assunto após o realizador ter desistido de X-Men: The Last Stand e em Janeiro de 2005, Vaughn adquiriu a opção para desenvolver a versão cinematográfica.  Em Outubro  de 2005, o realizador entrou em negociações avançadas com a Paramount Pictures para realizar e produzir Stardust com um orçamento estimado de 70 milhões de dólares.

### Argumento
O argumento adaptado foi escrito por Vaughn e a argumentista Jane Goldman. Quando questionado sobre como o livro tinha inspirado a sua visão para o filme, ele disse que queria "fazer uma combinação de Princess Bride com Midnight Run." Um dos problemas na adaptação do romance foi a sua natureza rude e obscura: um conto de fadas para adultos em que o sexo e violência são apresentados em quantidades fenomenais. Como resultado da adaptação a versão para cinema tem mais humor e trocadilhos, com a aprovação de Gaiman do trabalho de Jane Goldman and Matthew Vaughn. Gaiman não queria que as pessoas fossem ao cinema ver um filme que tentasse ser uma cópia fiel de Stardust e falhasse.   Depois de criar a versão audiobook do romance, Gaiman precebeu que tinha 10 horas e meia de material no livro. Isto levou-o a compreender que o filme teria de ser uma versão resumida do romance, deixando de fora partes da obra. Preocupações com o orçamento também foram relevantes na adaptação mesmo com o nível tecnológico de 2006.
Vaughn e Goldman decidiram que as bruxas precisavam de ter nomes (no livro eram identificadas colectivamente como Lilim); as suas referências aos clássicos incluem referências a The Books of Magic (Empusa) e Neverwhere (Lamia).

## Escolha do elenco
Em março de 2006, os atores Robert De Niro, Michelle Pfeiffer, Claire Danes, Charlie Cox, e Sienna Miller entraram no projeto Stardust, cuja produção começou no Reino Unido e Islândia em Abril de 2006, com a maioria das filmagens a decorrerem no Reino Unido.
 Vaughn escolheu pessoalmente Danes, Cox e Pfeiffer. Pretendia que o papel de Capitão Shakespeare fosse interpretado por De Niro ou Jack Nicholson. Stephen Fry também foi sondado como um possível Shakespeare, mas Vaughn eventualmente escolheu De Niro.

O papel de Yvaine foi oferecido a Sarah Michelle Gellar mas ela recusou para poder passar mais tempo com o seu marido, Freddie Prinze Jr..

## Recepção
No site agregador de críticas Rotten Tomatoes, 76% das 186 avaliações dos críticos são positivas. O consenso diz: "A interpretação fiel que capta o espírito do capricho, ação e humor fora de ordem de Neil Gaiman, Stardust manipula vários gêneros e tons para criar uma experiência fantástica".